# 周爾發
周爾發（1585年—？年），字子祥，號長菴，福建泉州府同安縣人，軍籍，明朝政治人物。

## 生平
萬曆二十八年（1600年）庚子科福建乡试第六十一名舉人，萬曆三十八年（1610年）庚戌科會試一百六十五名，第三甲第七十七名進士。禮部觀政，授蘇州府吳縣知縣，迴避改直隸濬縣知縣。四十三年任順天同考試官，四十四年四月留部，萬曆四十五年（1617年）十月陞禮部祀祭司主事。累升礼部郎中，天啓三年（1623年）九月升尚宝司少卿，六年十二月升南京大理寺丞，官至應天府府丞。卒年五十九。

## 家族
曾祖周文鎮；祖周仕慶，鄉賓；父周國賓，贈文林郎濬縣知縣；母溫氏（贈孺人）。永感下。
兄尔興；尔恭；尔本；周家椿（同榜進士、見任紹興府推官）；周起元（辛丑進士、見任廣西參議）；周廷鍈（乙卯舉人）。弟尔尚；尔汲；尔邁；尔經；尔端；尔煥；尔珍；廷璜（邑庠生）。
子太槐；奕槐；森槐；榮槐。